# Lilian Weber Hansen
Lilian 'Lillian' Oda Theodora Weber Hansen (27. januar 1911 i København – 20. november 1987 i Gentofte) var en dansk operasangerinde (mezzosopran), debut på Det kongelige Teater 1940; kongelig kammersangerinde 1950.
Ud over sine fortræffelige stemmemidler rådede Lilian Weber Hansen over betydelige evner som karakterfremstiller, hvilket kom til udtryk i et stort antal partier. Hendes mimiske evne kom specielt til udtryk i passager hvor komponisten ikke havde tildelt hende noget at synge, men hvor hun alligevel beherskede scenen (Ortrud i 1. akt af Lohengrin; Sekretæren i drømmesekvensen i Konsulen).

## "Farlige" kvinder
- Amneris i Aida af Verdi
- Eboli i Don Carlos af Verdi
- Carmen i Carmen af Bizet
- Sekretæren i Konsulen af Menotti

## Hekse og spåkvinder
- Azucena i Trubaduren af Verdi
- Mor Britta i Maskeballet af Verdi
- Heksen i Endor i Saul og David af Carl Nielsen
- Ortrud i Lohengrin af Wagner

## Mødre, ammer, m.m.
- Magdalena i Mestersangerne i Nürnberg af Wagner
- Filipjevna i Eugen Onegin af Tjajkovskij
- Giovanna i Rigoletto af Verdi
- Lucia i Cavalleria rusticana af Mascagni
- Ammen i Boris Godunov af Mussorgskij
- Suzuki i Madame Butterfly af Puccini
- Zita ("La Vecchia") i Gianni Schicchi af Puccini
- Maria i Porgy og Bess af Gershwin
- Bianca i Lucretias Voldførelse af Benjamin Britten

## Højkomiske karakterer
- Mistress Quickly i Falstaff af Verdi
- Ane i Den kongelige Gæst af Hakon Børresen
- Lady Billows i Albert Herring af Benjamin Britten
- Lille Forglemmigej i Den gode fregat Pinafore af Gilbert og Sullivan